# Власиха (Алтайский край)
Вла́сиха — село в Алтайском крае России. Входит в городской округ город Барнаул. Административно подчинено Власихинской сельской администрации Индустриального района города Барнаул.

## Географическое и административное положение
Расположено в 13 км к юго-западу от центра Барнаула на одноимённой реке Власиха.
Административно подчинено Власихинской сельской администрации Индустриального района города Барнаул.
Власихинская сельская территория включает в себя: село Власиха, посёлки Новомихайловка, Лесной, Пригородный и железнодорожную станцию Власиха. К территории села примыкает несколько садоводческих товариществ. Рядом расположено отделение Института ветеринарии Алтайского государственного аграрного университета.
Уличная сеть
В селе 89 улиц и несколько переулков. Расстояние до центра Барнаула — 13 км.
Транспорт
Развитая сеть городского общественного автобусного сообщения и маршрутных такси.

## История
Деревня Власиха связана с историей развития горного дела на Алтае. В 1799 году горное начальство Канцелярии Колывано-Воскресенского управления издало распоряжение, согласно которому берег реки Власиха был заселён крестьянами из Барнаула. Они и стали первыми поселенцами: Болотовы, Дорофеевы, Корсаковы, Чанцевы — потомков первопоселенцев и сегодня можно встретить на улицах села.
Новые жители называли своё поселение Большаком или Всласихиной заимкой, которая вначале была временным пунктом на пути от Барнаульского к Павловскому медеплавильным заводам. В десятую ревизию 1857 года в ней было учтено всего 24 души мужского пола. Впоследствии эти дома стали основой центральной улицы (в настоящее время улица им. Мамонтова). Село в конце XIX века разрослось за счёт жителей, переселявшихся из центральной России: люди приезжали, в основном, из Тамбовской и Орловской губерний. В 1911 году Власиха относилась к Шадринской волости, в ней было 144 двора и 948 жителей. Через 15 лет население увеличилось вдвое.

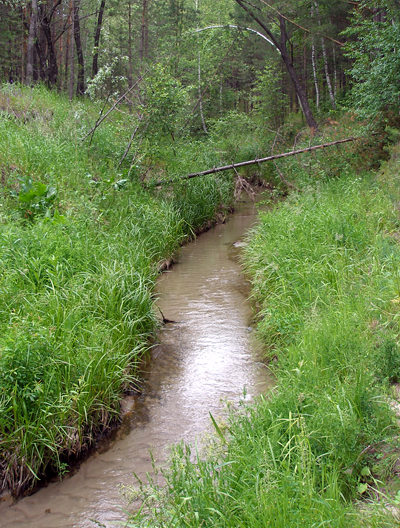
Речка Власиха

В селе в 1901 году построили церковь в честь Казанской иконы Божией Матери, при ней открылась церковно-приходская школа. В селе был хлебозапасный магазин, две мелочные лавки, лавка с фруктовыми водами и земская станция.
В 1956 году во Власихе работали четыре колхоза: имени Ворошилова (село Бельмесево), имени Кирова (село Лебяжье), имени Мамонтова (с. Власиха) и имени Куйбышева (с. Гоньба). Затем на их основе был создан совхоз «Пригородный». В совхозе выращивали зерновые и овощные культуры, держали стадо крупного рогатого скота. Через 2 года на базе совхоза организовано учебно-опытное хозяйство «Пригородное», которое работает и сегодня.
На 2018 год на Власихинской территории проживает около 15 тысяч человек, из них непосредственно к селу относится почти 8 тысяч.
Администрацией города Барнаула предусмотрено дальнейшее развитие села: предполагается строительство нового детского сада-яслей на 120 мест,, расширение ныне существующей школы, строительство торговых центров по ул. Мамонтова и Радужная.
По окончании разработки песчаного карьера на въезде в село Власиха на этом участке предлагается создать зону отдыха с водоёмами, спортивно-тренировочными комплексами и парком.

## Население
| 1997  | 1998  | 1999  | 2000  | 2001  | 2002    |
| ----- | ----- | ----- | ----- | ----- | ------- |
| 3671  | ↘3641 | ↗3727 | ↗4053 | ↗4122 | ↗4498   |
| 2003  | 2004  | 2005  | 2006  | 2007  | 2008    |
| ↗4721 | ↗4857 | ↗4935 | ↗5141 | ↗5878 | ↗6423   |
| 2009  | 2010  | 2011  | 2012  | 2013  | 2021    |
| ↗7097 | ↗9160 | ↗9209 | ↗9470 | ↗9992 | ↗12 973 |

## Инфраструктура
На территории села Власиха действует сельская администрация, 2 детских садика (один из них новый), 3 общеобразовательные школы, МБУ ДО детская школа искусств «Традиция», развитая торговая сеть, фельдшерско-акушерский пункт. Поликлиника находится в микрорайоне Новосиликатный, в 5 минутах езды на автомобиле (10 — на общественном транспорте).

## Известные жители
- В феврале 1922 года во Власихе был убит герой партизанской борьбы на Алтае, главнокомандующий Западно-Сибирской партизанской армии Е. М. Мамонтов.[16].
- В 1876 году Василий Штильке вынужденно возвращается в Барнаул из Санкт-Петербурга и на два года становится жителем Власихи. В этот период он обучает сельских детей грамоте.[17].